# イニャキ・ゴイティア
イニャキ・ゴイティア・ペーニャ（Iñaki Goitia Peña 1982年3月2日 - ）は、スペイン・バスク州ビスカヤ県バラカルド出身の元サッカー選手。現役時代のポジションはゴールキーパー。

## 経歴
バスク州のいくつかの小クラブでプレーした後、2003-04シーズンよりマラガCFに加入。2年間はセグンダ・ディビシオンのBチームでプレーした。
2006年2月、プリメーラ・ディビシオンで2試合に出場したが、合わせて7失点を喫した。マラガはこのシーズン降格圏に沈み、リザーブチームもセグンダ・ディビシオンB降格となった。
2007-08シーズン、長年にわたって正ゴールキーパーを務めたフランセスク・アルナウとのレギュラー争いに勝利し、42試合中41試合に出場し、プリメーラ・ディビシオン復帰に貢献した。
翌2008-09シーズンもレギュラーとして開幕を迎えたものの、いくつかの手痛いミスを犯し、アルナウにポジションを奪い返されてしまう。
また、2008-09シーズン中、契約を2009年6月30日まで残しているにもかかわらず、契約満了後の加入が決まっていたレアル・ベティス戦に出場することを拒否した。ベティスは残留争いの最中であり、得点を許して批判を受けることを恐れたためであった。
2009年6月、4年契約でベティスに加入することが発表された。

## 獲得タイトル
ベティス
- セグンダ・ディビシオン：1回（2010-11）